# 금천초등학교 (충북)
금천초등학교는 대한민국 충청북도 청주시에 있는 공립 초등학교이다.

## 학교 연혁
- 1983. 12. 16 금천국민학교 설립 인가
- 1984. 09. 01 금천국민학교 개교
- 1996. 03. 01 금천초등학교로 명칭변경
- 2005. 10. 06 통합교육 도지정 시범운영 보고
- 2011. 04. 07 교육과학기술부지정 사교육절감형 창의경영학교 운영(3년)
- 2012. 03. 01 교육과학기술부지정 창의ㆍ인성교육 모델학교 운영(3년)
- 2012. 03. 01 충청북도교육청지정 창의ㆍ인성교육 연구학교 운영(3년)
- 2012. 03. 01 충청북도교육청 자율학교 지정 운영(5년)
- 2012. 08. 20 본관교사 보수 및 급식시설 개선공사
- 2012. 11. 10 스마트교실 구축
- 2014. 02. 11 인조잔디 준공식
- 2014. 09. 01 제15대 김철영 교장 부임
- 2014. 12. 31 교육부 지정 창의·인성교육 모델학교 운영 장관상 수상
- 2015. 01. 19 충청북도교육청지정 창의·인성교육 연구학교 운영 우수상 수상
- 2015. 02. 16 제30회 졸업식(183명 졸업 / 누계 9,797명)
- 2015. 03. 01 41학급 편성(일반 40, 특수1) 병설유치원 3학급
- 2015. 10. 22 2015. 대한민국 행복학교 박람회 교육부 장관 표창장 수상
- 2021. 11. 30 2021. 자율장학 활성화 및 교육과정 운영 우수기관 교육장 표창장 수상
- 2021. 12. 24 제50회 전국소년체육대회 교육감 표창 수상
- 2022. 03. 01 제18대 신남숙 교장 부임
- 2023. 03. 01 읽기지도 집중지원학교 운영(1년)
- 2024. 01. 09 제39회 졸업식(155명 졸업 / 누계 11,270명)
- 2024. 03. 01 학급 편성(일반34, 특수2) 병설유치원 3학급
- 2024. 03. 01 AI정보교육 중심학교,읽기지도 집중 지원학교 운영

## 참고 자료
- 금천초등학교 - 한국교육학술정보원 학교알리미